# ميلاني دون
ميلاني دون هي مغنية مؤلفة ومغنية كندية، ولدت في 19 ديسمبر 1967 في هاليفاكس في كندا.

## وصلات خارجية
- ميلاني دون على موقع IMDb (الإنجليزية)
- ميلاني دون على موقع ميوزك برينز (الإنجليزية)
- ميلاني دون على موقع أول ميوزيك (الإنجليزية)
- ميلاني دون على موقع ديسكوغز (الإنجليزية)
- ميلاني دون على موقع قاعدة بيانات الفيلم (الإنجليزية)